# نادين ليوبولد
نادين ليوبولد (بالألمانية: Nadine Leopold)‏ (ولدت في 7 يناير 1994) عارضة أزياء نمساوية عرفت بظهورها في عرض أزياء فيكتوريا سيكريت في عامي 2017 و2018.

## روابط خارجية
- نادين ليوبولد في موديلز.كوم
- نادين ليوبولد على موقع IMDb (الإنجليزية)
- نادين ليوبولد على موقع دليل عارضات الأزياء (الإنجليزية)